# Ali Jasiqi
Ali D. Jasiqi (ur. 1937 w Jasiqu, zm. 2014 w Prisztinie) – jugosłowiański i kosowski poeta, prozaik oraz krytyk literacki. Jego utwory zostały przetłumaczone na języki rumuński, serbski i węgierski.

## Życiorys
Pobierał naukę na poziomie podstawowym w Juniku i w Dečani, następnie rozpoczął szkołę średnią w Djakowicy, jednak ukończył ją w Prisztinie. Pracował następnie jako dziennikarz dla dziennika Rilindja oraz jako redaktor naczelny czasopism Fjala oraz Jeta e re. W 1957 roku opublikował swój pierwszy wiersz w czasopiśmie Zani i rinis.
Pełnił funkcję sekretarza oraz przewodniczącego Stowarzyszenia Pisarzy Kosowa.

## Wybrane utwory[2][1]
- Josip V. Rela (1968)
- Pesha e fjalës (1971)
- Shfletime (1972)
- Premtime dhe realizime (1976)
- Shenjë në lis” (1980)
- Pesëdhjetë shkrime për poezinë (1997)
- Qazim Tolaj - simbol i drejtësisë pedante (2002)
- Tridhjetë e një shkrime për prozën, studimet e të tjera (2007)